# أنطونيو سارمينتو
أنطونيو سارمينتو (بالإسبانية: Antonio Manuel Sarmiento García)‏ هو لاعب كرة قدم إسباني في مركز الوسط، ولد في 27 يوليو 1979 في فيلاروبيا دي لوس أوخوس في إسبانيا. لعب مع بوليديبورتيفو إيخيذو وكولتورال ليونيسا ونادي قرطبة.

## وصلات خارجية
- أنطونيو سارمينتو على موقع قاعدة بيانات كرة القدم.إي يو (الإنجليزية)
- أنطونيو سارمينتو على موقع Soccerway.com (الإنجليزية)
- أنطونيو سارمينتو على موقع AS.com (الإسبانية)